# Incesto emocional
Incesto emocional es un tipo de abuso en el que un padre busca en su hijo el apoyo emocional que normalmente sería proporcionado por otro adulto. Se piensan que los efectos del incesto emocional en los niños cuando se hacen adultos se parecen a los del incesto real, aunque en un menor grado.

## Concepto
Kenneth Adams originó el concepto en los años ochenta y se lo definió como un abuso psicológico que se da en la relación entre una figura parental y un niño que no involucra incesto o relaciones sexuales, aunque involucra dinámicas interpersonales similares a las de parejas sexuales.
Este abuso ocurre cuando un padre o madre no puede o no quiere mantener una relación con otro adulto y fuerza a su hijo o hija a que desempeñe el papel emocional de un esposo. Se ignoran las necesidades del niño y la relación existe solo para satisfacer las necesidades del padre y puede ser que el adulto no sea consciente de los problemas creados por sus acciones.
Las víctimas tienen ira o culpa hacia sus padres y problemas con la autoestima, adicciones y en su intimidad sexual y emocional.
La autora Marion Woodman describe el incesto emocional como una «relación de afecto sin límites» en el que padre o padres usan al hijo como espejo para satisfacer sus necesidades, en vez de ser espejo del hijo para apoyarlo en su desarrollo emocional.
La ocurrencia del incesto emocional también se asocia con el alcoholismo y el abuso de drogas.